# Піццигеттоне
Піццигеттоне, Піцциґеттоне (італ. Pizzighettone) — муніципалітет в Італії, у регіоні Ломбардія,  провінція Кремона.
Піццигеттоне розташоване на відстані близько 430 км на північний захід від Рима, 60 км на південний схід від Мілана, 21 км на захід від Кремони.
Населення — 6593 особи (2014).

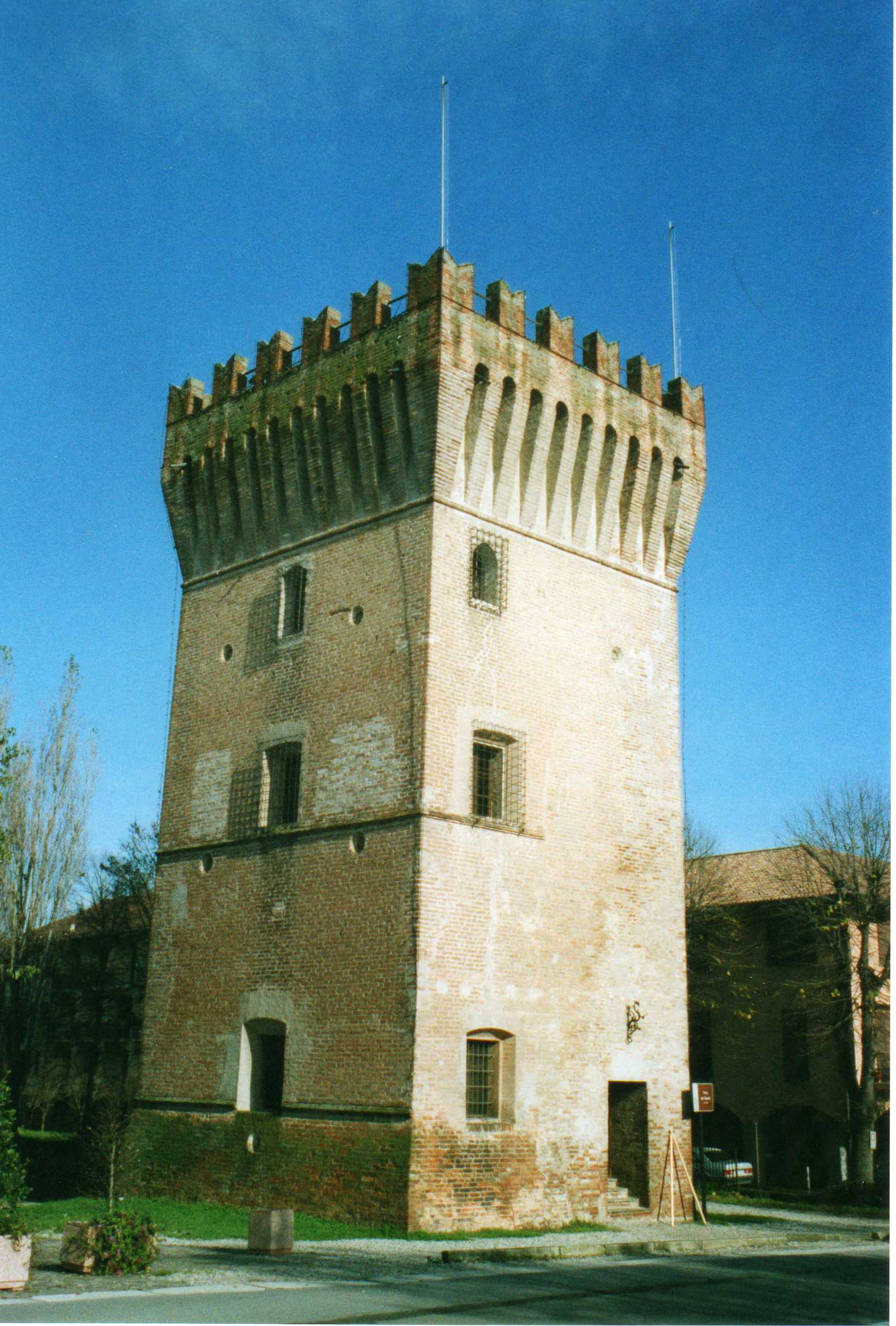

Щорічний фестиваль відбувається 19 січня. Покровитель — San Bassiano.

## Демографія
Населення за роками:

Станом на 1 січня 2023 року в муніципалітеті офіційно проживало 567 іноземців з 44 країн, серед них 112 громадян країн Євросоюзу та 22 громадяни України.

## Сусідні муніципалітети
- Камайраго
- Каппелла-Кантоне
- Кавакурта
- Корновеккьо
- Кротта-д'Адда
- Формігара
- Грумелло-Кремонезе-ед-Уніті
- Малео
- Сан-Бассано